# 广西舌喙兰
广西舌喙兰（学名：Hemipilia kwangsiensis）为兰科舌喙兰属下的一个种。

## 扩展阅读
- 維基物種上的相關：广西舌喙兰